# Merciless Death
Merciless Death är ett amerikanskt thrash metal-band, bildat 2003 av gitarristen Dan Holder och basisten och sångaren Andy Torres. År 2006 utkom gruppens debutalbum – Evil in the Night. Låttexterna handlar bland annat om döden, våld och satanism.

## Nuvarande medlemmar
- Dan Holder – gitarr
- Andy Torres – sång, basgitarr
- Gio Loyola – trummor

Tidigare medlemmar
- Mike Griego – basgitarr, gitarr
- Cesar Torres – trummor

## Diskografi
Studioalbum
- 2006 – Evil in the Night
- 2008 – Realm of Terror
- 2015 – Taken Beyond

Split
- 2007 – Speed Kills... Again (tillsammans med Toxic Holocaust, Avenger of Blood, Hatred, Enforcer och Warbringer)

Demoer
- 2004 – Annihilate the Masses
- 2006 – Evil in the Night